# Zaricicea, Semenivka
Zaricicea (în ucraineană Заріччя) este un sat în comuna Tîmonovîci din raionul Semenivka, regiunea Cernihiv, Ucraina.

## Demografie
Componența lingvistică a localității Zaricicea
     Ucraineană (54,03%)
     Rusă (45,02%)
     Alte limbi (0,95%)
Conform recensământului din 2001, majoritatea populației localității Zaricicea era vorbitoare de ucraineană (54,03%), existând în minoritate și vorbitori de rusă (45,02%).